# Prosopocera schoutedeni
Prosopocera schoutedeni är en skalbaggsart som beskrevs av Stefan von Breuning 1936. Prosopocera schoutedeni ingår i släktet Prosopocera och familjen långhorningar.
Artens utbredningsområde är Gabon. Inga underarter finns listade i Catalogue of Life.